# Сабатини, Аличе
Аличе Сабатини (итал. Alice Sabatini; 12 октября 1996, Монтальто-ди-Кастро) — итальянская баскетболистка, победительница конкурса красоты «Мисс Италия» в 2015 году.
В 2013 году Сабатини начала играть за профессиональный женский баскетбольный клуб «Санта Маринелла», выступающий во втором дивизионе чемпионата Италии. В 2015 году она представляла Лацио на национальном конкурсе красоты «Мисс Италия» и стала его победительницей. На конкурсе случился конфуз, когда Сабатини на вопрос о том, в каком историческом периоде она хотела бы пожить, назвала 1942 год. Странное желание пожить в период Второй мировой войны и диктатуры Муссолини стало объектом шуток в итальянских СМИ и социальных сетях, кроме того, многие нашли её ответ оскорбительным и призывали извиниться. Сабатини сначала пыталась найти оправдание своим словам, говорила о том, что её бабушка пережила войну, и сама хотела бы узнать, что ей довелось испытать, и не хотела никого обидеть. Позже Аличе призналась, что растерялась, поскольку была первой из участниц, кому задали этот вопрос.
Вскоре история получила продолжение. Итальянская сатирическая новостная программа Striscia la Notizia наградила Сабатини антипремией «Золотой тапир». Вручавший приз корреспондент Валерио Стафелли спросил у Аличе, какой итальянской исторической фигурой она восхищается больше всего. После продолжительной паузы Сабатини ответила: «Майклом Джорданом, величайшим игроком в истории баскетбола». Примечательно, что на бедре у неё татуировка с изображением Джордана.